# Sung Tongs
Sung Tongs ist das fünfte Studioalbum der Experimentalband Animal Collective aus Baltimore. Es erschien am 1. Juni 2004 auf Fat Cat Records.

## Stil
Trotz des Namens „Animal Collective“ sind nur zwei Bandmitglieder auf dem Album präsent, nämlich Avey Tare (David Portner) sowie Panda Bear (Noah Lennox). Als Ergebnis ist Sung Tongs ein schlichteres und reduzierteres Album als andere Animal Collective-Veröffentlichungen. Auf dem Album nutzen Lennox und Portner sowohl akustische Gitarre und exotisch-klingende Trommeln. Die elektrische Gitarre, ein wichtiges Instrument im Vorgängeralbum Here Comes the Indian ist nicht vertreten. Dieses Album brachte die Band näher zu den Genres Psychfolk und Freak-Folk, in die die Gruppe zu dieser Zeit immer wieder kategorisiert wurde.
Sung Tongs gilt als Durchbruch-Album der Band. Kritiker bewerteten das Album äußerst positiv und es fand sich am Ende des Jahres auf vielen Bestenlisten 2004.

## Entstehungsgeschichte
Auf dem Collected Animals-Internetforum spricht Portner über die Aufnahmen zum Album.

„Yeah, we recorded it on the same tascam 48 (half inch 8 track) that I recorded Spirit on and the drums guitars and early electronics for Danse Manatee. That is we recorded the acoustic guitars and the vocals on 8 tracks. Then we mixed it down on Rusty's laptop and recorded many vocal and percussion over dubs. He's been using that for years. We mixed it from that onto....something..(i cant remember) at Noah's mom's place in Baltimore. It was very cold so we had to wear jackets the whole time. We added in all those samples and electronics there. We mixed for awhile so its sweet you like the mixing. Oh and we used AKGs and an old ribbon mike to record with. Though we had a pzm and some sm57s that we might have used as well. I remember using the pzm to record me slamming the door of the house which is what that distorted rhythm track in kids on holiday is. The person talking at the beginning of Who Could Win A Rabbit is someone in a deli in my neighborhood.“

„Wir nahmen das Album auf den selben Rekordern auf, mit denen wir auch Spirit und die Drums, Gitarren und frühen Elektro-Sachen für Danse Manatee aufnahmen. Wir nahmen die akustischen Gitarren und den Gesang auf acht Spuren auf. Dann haben wir's auf Rusty's [gemeint ist der Produzent Rusty Santos] Laptop gemixt und viele Gesangs- und Perkussions-Overdubs aufgenommen. Das machte er schon seit Jahren. Wir mixten es von da auf... irgendwas (kann mich nicht erinnern) im Elternhaus von Noah in Baltimore. Es war sehr kalt, also mussten wir die ganze Zeit Jacken tragen. Wir fügten diese ganzen Samples und Elektrosachen hinzu. Wir mixten eine Zeit lang [...]. Die Person, die am Anfang von "Who Could Win A Rabbit" spricht, ist irgendwer in einem Feinkostladen in meiner Umgebung.“

Abby Portner gestaltete das Albencover, Rob Carmichael das Design und Layouts des Albums. Danny Perez drehte ein Musikvideo für „Who Could Win a Rabbit“.

## Trivia
Der kurze Track College mit der Zeile „You don't have to go to college“ wurde oft politisch falsch interpretiert. So schreibt Avey Tare im bereits erwähnten Collective Animals-Nachrichtenforum:

„i just threw that line in there to make it funny and to be anti beachboys cause the song is so beach boys to begin with. You know its like the anti..be true to your school mentality of the fifties.“

„ich hab diese zeile einfach dareingeworfen, um es lustig und anti-beach boys zu machen, weil der song so nach beach boys klingt. Wisst ihr es ist wie die anti...sei für deine schule-mentalität aus den fünfzigern.“

2005 sagte Avey Tare in einem Interview: „Die Resonanz auf das Lied war verrückt. Auf Konzerten schreien die Leute danach, dass wir es spielen und wir bekommen Mails von Jugendlichen, die nach Rat fragen.“.
Der Song Visiting Friends wurde von der „Pop-Ambient“-Serie des deutschen Labels Kompakt sowie dem Gas-Projekt von Wolfgang Voigt beeinflusst, insbesondere seinem Durchbruchsalbum Zauberberg. Es sollte „wie eine Wand des Summens sein [...], aber mit akustischen Gitarren“.
Portner erinnert sich an die Aufnahmen für die Single Who Could Win a Rabbit:

„Das erste Mal, wo wir "Who Could Win a Rabbit" spielten, nachdem wir es aufgenommen hatten, drehten wir einfach durch und sagten: "Ach du Scheiße, das haben wir gemacht???...."“

## Titelliste
1. „Leaf House“ – 2:42
2. „Who Could Win a Rabbit“ – 2:18
3. „The Softest Voice“ – 6:46
4. „Winters Love“ – 4:55
5. „Kids on Holiday“ – 5:47
6. „Sweet Road“ – 1:15
7. „Visiting Friends“ – 12:36
8. „College“ – 0:53
9. „We Tigers“ – 2:43
10. „Mouth Wooed Her“ – 4:24
11. „Good Lovin Outside“ – 4:26
12. „Whaddit I Done“ – 4:05